# Natalija Pryščepa
Natalija Pryščepa (in ucraino Наталія Олександрівна Прище́па?; trasl. angl. Nataliya Pryshchepa; Rivne, 11 settembre 1994) è una mezzofondista ucraina, specializzata negli 800 metri piani, disciplina di cui è stata campionessa europea ad Amsterdam 2016 e Berlino 2018.

## Palmarès
| Anno | Manifestazione    | Sede           | Evento       | Risultato  | Prestazione | Note                          |
| ---- | ----------------- | -------------- | ------------ | ---------- | ----------- | ----------------------------- |
| 2012 | Mondiali juniores | Barcellona     | 1500 m piani | Batteria   | 4'29"00     |                               |
| 2013 | Europei juniores  | Rieti          | 1500 m piani | Oro        | 4'18"51     |                               |
| 2014 | Europei           | Zurigo         | 1500 m piani | 10ª        | 4'08"89     | Miglior prestazione personale |
| 2015 | Europei under 23  | Tallinn        | 1500 m piani | Bronzo     | 4'06"29     | Miglior prestazione personale |
| 2016 | Europei           | Amsterdam      | 800 m piani  | Oro        | 1'59"70     |                               |
| 2016 | Europei           | Amsterdam      | 1500 m piani | Batteria   | dnf         |                               |
| 2016 | Giochi olimpici   | Rio de Janeiro | 800 m piani  | Semifinale | 1'59"95     |                               |
| 2018 | Europei           | Berlino        | 800 m piani  | Oro        | 2'00"38     |                               |
| 2019 | Mondiali          | Doha           | 800 m piani  | Semifinale | 2'01"24     |                               |
| 2024 | Europei           | Roma           | 800 m piani  | Batteria   | 2'02"87     |                               |